# Плешивиця
Плешивиця (словен. Plešivica) — поселення в общині Жужемберк, регіон Південно-Східна Словенія, Словенія. Висота над рівнем моря: 403,9 м.